# Autostrada A63 (Niemcy)
Autostrada A63 (niem. Bundesautobahn 63 (BAB 63) także Autobahn 63 (A63)) – autostrada w Niemczech prowadząca z północy na południe, z Moguncji do skrzyżowania z autostradą A6 na węźle Dreieck Kaiserslautern w Nadrenii-Palatynacie.